# 楊士化
楊士化，浙江天台人，明朝政治人物。选贡出身。
万历三十九年，擔任廣東廣州府永安縣知縣（現紫金縣知縣）。后由謝應鳳接任。